# Franciszek Kulesza
Franciszek Kulesza herbu Ślepowron – podstarości włodzimierski, cześnik nowogrodzkisiewierski w latach 1720–1733, sędzia grodzki nowogrodzki.
Był konsyliarzem i delegatem województwa wołyńskiego w konfederacji dzikowskiej 1734 roku.